# 鉄道ミッション
鉄道ミッション（鉄道ミッション＝Railway Mission）は英国を本拠とする日本のミッション、職域伝道団体。

## 特徴
『昭和十年基督教年鑑』によれば「鉄道従業員及びその家族を主として青年団学校等の諸団体に対する教化団体」で「聖書的福音主義に立脚し多数の講師によって全国全線に活動し朝鮮及び満州に支部を有す」とある。鉄道当局は当時問題であった職員の、特に運転士の飲酒問題などの解決の為に同団体を利用していた。当局は彼らにパスを与え、そして彼らは国内のあちこちの駅や鉄道施設を訪れ、集会で説教し、人々に聖書を販売したのであった。あちこちの支部ではその地域の牧師、伝道者に講師を委託して全国組織で動いていた。

## 沿革
- 1881年に創設された、本部を英国ロンドンに持つ鉄道員を対象とした伝道団体。
- 1889年、赤坂病院のウイリス・ノートン・ホイットニーが日本支部を創設。
- 1893年7月26日に日本での第一回年会が開かれた。
- 1895年6月にミス・ギレットが来日して働きを継承した。
- 1909年、淀橋区柏木123番地に本部教会を設ける。また日本同盟基督協会の宣教師社団傘下に入り協力関係を結ぶ。その後、両者の関係は1925年以降に希薄となり終焉を迎える。
- 1933年、『大伝道者ムーデー説教集』（石井越次郎訳）出版。
- 1940年、ギレットの帰国とともに実質的活動を中止。
- 1943年、解散となる。
- 戦後の活動は主に渡辺伝、中村千別により継続された。

## 人物
ミス・ギレット(Gillet, Elizabeth Rachel 1865.1.2-1954.7.9)は英国人でオックスフォード・シャイア・バンブリーの出身。英国ケンブリッジでの働きを終え、1896（明治29）年6月9日に来日し、鉄道職員に対する伝道団体、鉄道ミッションの責任者（後には総理）をしていた。1940年、大戦を前に母国に帰る。

## 文献
- 『日本同盟基督協会略史』2007年。
- 『靴屋の伝道者 渡辺伝先生－遺稿と追想録』1977年。